# Veberöd
Veberöd est une localité de Suède dans la commune de Lund située à une vingtaine de kilomètres de Lund. 3 717 personnes y vivent.